# Chiesa Collegiata dei Santi Pietro e Paolo (Strongoli)
La chiesa Collegiata dei Santi Pietro e Paolo (anche detta del Vescovado) è il principale luogo di culto cattolico della città di Strongoli, in provincia di Crotone. Fu cattedrale della diocesi di Strongoli per più di seicento anni, fino alla definitiva soppressione della stessa il 27 giugno 1818 in forza della bolla pontificia De utiliori di Papa Pio VII. 
La chiesa divenne dunque collegiata. È ricompresa nel territorio dell'arcidiocesi di Crotone-Santa Severina.

## Storia
Di probabile origine bizantina, come tutto il nucleo urbano fortificato di Strongylos (Strongoli), erede della Petelia latina, l'esistenza della cattedrale (e della diocesi) di Strongoli è attestata con certezza dal 1178, anno in cui è registrato il primo vescovo di Strongoli di cui si conosca il nome: Madio. 
Sconosciuta è la data di dedicazione ai santi Pietro e Paolo, per quanto la chiesa compaia con tale intitolazione fin dagli inizi del Quattrocento. 
La cattedrale era originariamente posta sotto la cura di un Arciprete ed era dotata di un proprio Capitolo che, nella prima metà del Settecento, si componeva di undici canonici e sette dignità capitolari: Arciprete, Decano, Arcidiacono, Primicerio, Tesoriere, Cantore e Penitenziere.
L'edificio è stato oggetto di numerosi interventi di restauro e riparazione nel corso dei secoli, con una particolare intensità nel XVIII secolo. 
Il restauro più imponente fu quello promosso ed attuato durante l'episcopato di Mons. Domenico Morelli, vescovo di Strongoli dal 1748 al 1792. Egli si adoperò, in primo luogo, ad ultimare la sacrestia, la cui ricostruzione era stata avviata dal suo predecessore Mons. Ferdinando Mandarani; successivamente, il 15 Maggio 1755 il vescovo consacrò il nuovo altare del SS. Sacramento.
Nel 1780 iniziarono gli effettivi lavori di rifacimento della cattedrale, che venne riedificata dalle fondamenta nelle parti del coro, della navata centrale e delle mura perimetrali; il resto dell'edificio venne restaurato e si provvedette a sostituire il soffitto ligneo con uno in mattoni. Per volontà del vescovo venne eretta dalle fondamenta la cappella dedicata ai Santi Pietro e Paolo, consacrata nel 1783, nella quale venne posto il sepolcro episcopale. Conclusi nel 1786 gli interventi strutturali, il vescovo si adoperò per l'ornamento della cattedrale e per la costruzione degli altari in marmo; nel 1787, inoltre, venne stabilito all'interno della cattedrale anche il sepolcro dei canonici. I lavori terminarono nel 1789 e costarono complessivamente 26 mila ducati, avendo infine portato ad una chiesa cattedrale completamente rinnovata.
Il successore ed ultimo vescovo di Strongoli, Mons. Pasquale Petruccelli (1793-1798) ricostruì infine il campanile e proseguì l'arredo della cattedrale.
In seguito all'incendio della cattedrale nel 1806 e agli spogli subiti nel corso delle insurrezioni, repressioni e saccheggi che caratterizzarono il decennio francese, la cattedrale fu poi oggetto di taluni sporadici interventi di restauro nel corso del XIX secolo.

## Struttura
La chiesa sorge nel centro storico del borgo, dominando con la sua mole la piazza antistante. L'edificio, orientato sull'asse est-ovest, presenta una facciata a salienti raccordati da volute che danno uniformità al prospetto frontale. Il portale principale è sormontato da un bassorilievo raffigurante i Santi titolari e da un'ampia finestra che dona luce a tutta la navata centrale . 
Esternamente spiccano le cupole delle cappelle laterali, con copertura ad embrici disposti in cerchi concentrici di stile bizantineggiante, tra le quali emerge per dimensioni la cupola della cappella del Santissimo Sacramento. Particolare, inoltre, è la cupola della cappella dei Santi Pietro e Paolo che è l'unica ad essere dipinta esternamente di colore blu. 
Il campanile si innalza accanto alla facciata e si caratterizza per la sua copertura con embrici a scaglia.
L'interno è a pianta basilicale, con tre navate separate e scandite da una successione di archi poggianti su massicci pilastri rettangolari. Le pareti si caratterizzano per una vivace decorazione con prevalenza dei colori blu, rosso e oro.
La navata centrale presenta, in capo, il presbiterio rialzato al quale si accede attraversando un imponente arco trionfale recante, in chiave di volta, lo stemma del vescovo Morelli. E' qui collocato l'altare maggiore in marmo policromo e, dietro ad esso, il coro ligneo.
La navata centrale, inoltre, si caratterizza per la presenza di un pulpito ligneo realizzato nel 1836 in stile tardo barocco, sormontato da baldacchino decorato e per una cantoria in legno fornita, fino alla metà del Novecento, di organo a canne.
La navata sinistra presenta tre cappelle dedicate rispettivamente a Sant'Antero, alla Madonna degli Angeli ed alla Beata Vergine del Capo. Quest'ultima cappella, eretta nel 1687 da Domenico Pignatelli, era cappella gentilizia dei Principi di Strongoli e conserva un'antica copia dell'icona della Madonna di Capo Colonna, particolarmente venerata a Crotone.
La navata destra presenta quattro cappelle. La prima è quella del Battistero, fornita di fonte battesimale in legno e marmo policromo secondo lo stile della Scuola Napoletana del Seicento; a questa segue la cappella dedicata al Sacro Cuore di Gesù. 
Successivamente è collocata l'imponente cappella del Santissimo Sacramento. L'ingresso di tale cappella presenta una alto cancello in ferro battuto, superato il quale si accede ad un atrio separato, tramite una balaustra, dallo spazio riservato all'altare. L'altare è altare privilegiato e conserva le spoglie dei Santi Vincenzo, Modesto e Bonifacio, come affermato nella lapide a ricordo della consacrazione avvenuta nel 1755 e presieduta dal Vescovo Domenico Morelli. Sopra l'altare è posto un dipinto su tela raffigurante "L'ultima cena", realizzato da un anonimo artista di scuola napoletana nella seconda metà del Settecento.
Lo spazio della cappella è sormontato da una cupola, la più imponente dell'intero edificio: internamente, il tamburo è dipinto a cassettoni e la volta è decorata con un motivo a racemi bianco ed oro. I pennacchi ospitano le raffigurazioni degli Evangelisti.
Particolarmente rilevante è, infine, la cappella dei Santi Pietro e Paolo. Tale cappella, separata dalla navata da una balaustra di marmo, presenta un altare in tarsie marmoree e conserva una tela tardo settecentesca raffigurante "La consegna delle chiavi a San Pietro", opera di un anonimo pittore di scuola romana. Sul pavimento davanti all'altare è collocato il sepolcro episcopale che avrebbe dovuto ospitare le spoglie del vescovo Morelli.